# Tigranakert (Artsakh)
Pour l’article homonyme, voir Tigranakert.
Tigranakert (en arménien : Տիգրանակերտ) ou Tigranakert d'Artsakh (Արցախի Տիգրանակերտ) est une ancienne cité arménienne remontant à l'époque hellénistique et ayant subsisté jusqu'au Moyen Âge, située dans le raion d'Agdam en Azerbaïdjan. Elle fait partie d'un groupe de cités antiques portant le même nom, en l'honneur du roi Tigrane II d'Arménie, bien qu'il soit possible, selon certains spécialistes, qu'elle remonte en fait à l'époque de Tigrane Ier.

## Situation géographique
D'une superficie d'environ 50 hectares, ses vestiges étaient situés dans la région d'Askeran, sous le contrôle de facto de la république du Haut-Karabagh. En novembre 2020, le site, comme l'ensemble du raïon d'Agdam, a été remis à l'Azerbaïdjan en vertu de l'accord de cessez-le-feu signé avec l'Arménie et la Russie.

## Fouilles

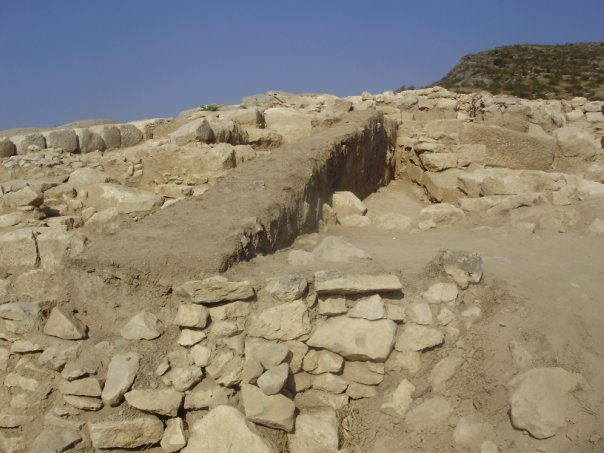
Site archéologique de Tigranakert

Les fouilles de Tigranakert ont commencé en 2005, après sa redécouverte, et se sont poursuivies jusqu'en 2020 sous la direction de Hamlet Petrosyan, de l'Institut d'archéologie et d'ethnographie de l'Académie nationale des sciences de la République d'Arménie. Deux des murailles de la cité ont été dégagées, ainsi que des tours de style hellénistique et une église arménienne du Ve – VIIe siècle.

## Musée
Un musée consacré à l'étude et à la préservation des résultats des fouilles de la cité est ouvert en juin 2010.

### Note
1. ↑  Pour le statut international du Haut-Karabagh, voir l'article Haut-Karabagh